# Patrick Renna
Patrick Renna (Boston, 3 marzo 1979) è un attore statunitense.

## Filmografia

### Cinema
- I ragazzi vincenti  (The Sandlot), regia di David Mickey Evans (1993)
- Mamma ho trovato un fidanzato (Son in Law), regia di Steve Rash (1993)
- Una squadra di classe (The Big Green), regia di Holly Goldberg Sloan (1995)
- A volte ritornano (Sometimes They Come Back... Again), regia di Adam Grossman (1996)
- Speedway Junky, regia di Nickolas Perry (1999)
- P.U.N.K.S., regia di Sean McNamara (1999)
- Very Mean Men, regia di Tony Vitale (2000)
- Dorm Daze - Un college di svitati (National Lampoon Presents Dorm Daze), regia di David e Scott Hillenbrand (2003)
- Dark Ride, regia di Craig Singer (2006)

### Televisione
- X-Files – serie TV, episodio 5x12 (1998)
- E.R. - Medici in prima linea (ER) – serie TV, episodio 6x05 (1999)
- Giudice Amy – serie TV, episodi 4x02-4x17 (2002-2003)
- The Closer – serie TV, episodio 1x06 (2005)
- Over There – serie TV, episodi 1x01-1x05 (2005)
- Boston Legal – serie TV, episodio 2x09 (2005-2007)
- CSI - Scena del crimine – serie TV, episodio 8x01 (2007)
- Bones – serie TV, episodio 9x16 (2014)
- Lavalantula, regia di Mike Mendez – film TV (2015)
- GLOW – serie TV, episodi 2x09-2x10 (2018)

## Doppiatori italiani
Nelle versioni in italiano delle opere in cui ha recitato, Patrick Renna è stato doppiato da:
- Paolo Vivio in Una squadra di classe, E.R. - Medici in prima linea, The Closer, CSI - Scena del crimine
- Alessandro Quarta in X-Files
- Simone D'Andrea in Dorm Daze - Un college di svitati
- Mattia Billi in Glow
- Fabrizio Mazzotta in P.U.N.K.S